# Marijan Detoni
Marijan Detoni (Križevci, 18. travnja 1905. – Zagreb, 11. svibnja 1981.) bio je hrvatski slikar i grafičar. Detoni je bio i član Jugoslavenske akademije znanosti i umjetnosti.
Studirao je slikarstvo u Zagrebu. Diplomirao je 1928. godine u klasi Ljube Babića. Neko je vrijeme radio kao nastavnik u Križevcima, Vukovaru i Karlovcu, a od 1945. godine bio je profesor na Akademiji likovnih umjetnosti u Zagrebu. Rješenjem Ministarstva prosvjete postavljen je za povjerenika Akademije likovnih umjetnosti s time da vrši funkcije rektora škole do njenog sređenja i do redovitog izbora rektora - "Vjesnik", 1. lipnja 1945. godine, br. 36. 
U izvedbi ranijih slika Detoni naglašava volumene po Cézanneovoj koncepciji izvedbe kompozicije. Prvo razdoblje njegova stvaralaštva, kada je sudjelovao u radu grupe Zemlja, obilježeno je socijalnim temama; potom je u nekoliko navrata boravio u Parizu. Za prvog boravka u Parizu nastaje ciklus linoreza "Ljudi sa Seine".  U temama iz života provincije pokazao je smisao za humor i grotesku. Kasnije su prevladavale ekspresionističke tendencije, a kao prethodnik hrvatskog apstraktnog slikarstva radi slike "Fantazija oronulog zida".
Nakon Drugog svjetskog rata u radu mu prevladavaju metode socijalističkog realizma, da bi nakon 1952. godine pristupio novim problemima i pronalazio nova rješenja - to su intimna maštanja i nostalgične vizije dalekih svjetova djetinstva. Dobitnik je nagrade Vladimir Nazor za životno djelo 1970. godine.

## Ostavština
Gradski muzej Križevci posjeduje šest Detonijevih slika i jedan crtež. Na njegovoj obiteljskoj kući u Križevcima podignuta je spomen-ploča, a jedna ulica u Križevcima nosi njegovo ime.